# 𦰡溪国家森林公园
𦰡溪国家森林公园是位於中華人民共和國湖南省邵陽市的國家森林公園，於2006年11月15日，经湖南省人民政府湘政办函2006232号文件批准建设。𦰡溪国家森林公园，位於洞口县西部雪峰山脉腹地𦰡溪瑶族乡境内，总面积27718.7公顷（277平方公里），是湖南省面积最大的国家级森林公园，被联合国科教文组织誉为世界上“最神奇的绿洲”。

## 名稱
“𦰡”音nuó（ㄋㄨㄛˊ）属生僻字，包括《康熙字典》、《辞源》、《辞海》在内的所有字典，均未收錄。有時為求方便，會寫成這樣的罗溪国家森林公园，但𦰡溪才是正式的名稱。

## 景区
𦰡溪国家森林公园园区总面积27718.7公顷，共有五大景区，七大类108个旅游景点。森林游览区划为万丈岩景区、普照寺景区、湘黔古道景区和公溪湖景区。保存完好的原生態植被及生態環境。

### 萬丈岩景區
位於森林公園西南部，規劃範圍6040.9公頃，佔森林遊覽區的48.7%，為如今的主要旅遊活動區之一。景區現有主要景點有公溪河大峽谷、天然林、各種象形石等。

### 普照寺景區
位於森林公園南部，以景區內最高峰高頂山及山頂普照寺為核心。景區面積1744.9公頃，佔森林遊覽區的14.1%。現有登山石階步道。
景區現有主要景點有普照寺、象形石、杉樹林、竹海、高山矮林、高山草甸等。

### 湘黔古道景區
位於森林公園西北部，景區面積2603.9公頃，佔森林遊覽區的21.0%。景色秀美的羅溪森林公園，主要景點有將軍石、思義亭、寶瑤古寨、“壽”字石、大坪橋、仙人橋、寶瑤河、仙人洞、千年鴛鴦銀杏、桂花王等。

### 公溪湖景區
位於公園南端。景區面積2012.0公頃，佔森林遊覽區的16.2%。以潔凈、狹長幽深的公溪湖水體景觀及公溪湖岸良好的森林植被和生態環境為特色。景區現有主要景點有公溪湖、長苞鐵杉林、常綠闊葉林、硬葉常綠闊葉林等森林植被景觀。

## 自然資源
𦰡溪素有「萬寶山」之稱，園內森林覆蓋率達94.1%，自然資源十分豐富。

## 外部連結
- 𦰡溪国家森林公园